# Graz Giants 2017
Questa voce raccoglie le informazioni riguardanti i Graz Giants nelle competizioni ufficiali della stagione 2017.

## Maschile

### Prima squadra

#### Austrian Football League 2017

##### Stagione regolare
| Hohenems 26 marzo 2017, ore 15:00 1ª giornata | Cineplexx Blue Devils | 6 – 42 (0-0 0-14 0-28 6-0) | Graz Giants | Stadion Herrenried |

| Graz 1º aprile 2017, ore 14:00 2ª giornata | Graz Giants | 26 – 31 (7-6 0-13 7-0 12-12) | Ljubljana Silverhawks | Stadion Eggenberg (1500 spett.) |

| Mödling 15 aprile 2017, ore 16:00 3ª giornata | AFC Rangers Mödling | 12 – 22 (0-6 6-6 6-7 0-3) | Graz Giants | Stadion Mödling |

| Graz 29 aprile 2017, ore 15:00 4ª giornata | Graz Giants | 34 – 6 (21-0 7-0 0-0 6-0) referto | Traun Steelsharks | Stadion Eggenberg (1400 spett.) |

| Graz 13 maggio 2017, ore 15:00 CEST 5ª giornata | Graz Giants | 14 – 31 (7-3 0-7 7-7 0-14) referto | Tirol Raiders | Stadion Eggenberg (1500 spett.) |

| Vienna 20 maggio 2017 6ª giornata | Danube Dragons | 33 – 52 (0-14 21-21 0-3 12-14) referto | Graz Giants | Sportplatz Donaufeld |

| Innsbruck 3 giugno 2017, ore 17:00 CEST 7ª giornata | Tirol Raiders | 56 – 49 (21-14 14-28 21-7 0-0) referto | Graz Giants | Tivoli-Neu Stadion (3500 spett.) |

| Graz 17 giugno 2017, ore 15:00 CEST 8ª giornata | Graz Giants | 34 – 27 (0-7 12-14 15-6 7-0) referto | Danube Dragons | ASKÖ Stadion Eggenberg (1600 spett.) |

| Graz 24 giugno 2017, ore 15:00 CEST 9ª giornata | Graz Giants | 7 – 27 (7-7 0-7 0-13 0-0) referto | Vienna Vikings | ASKÖ Stadion Eggenberg |

| Lubiana 1º luglio 2017, ore 16:00 CEST 10ª giornata | Ljubljana Silverhawks | 20 – 23 (0-7 7-0 13-7 0-9) referto | Graz Giants | Športni Park |

##### Playoff
| Graz 15 luglio 2017 Wold Card | Graz Giants | 21 – 28 (3-0 0-7 11-7 7-14) referto | Danube Dragons | ASKÖ Stadion Eggenberg |

#### Statistiche di squadra
| Competizione      | %Vittorie | In casa | In casa | In casa | In casa | In casa | In casa | In trasferta | In trasferta | In trasferta | In trasferta | In trasferta | In trasferta | Totale | Totale | Totale | Totale | Totale | Totale |
| Competizione      | %Vittorie | G       | V       | N       | P       | Pf      | Ps      | G            | V            | N            | P            | Pf           | Ps           | G      | V      | N      | P      | Pf     | Ps     |
| ----------------- | --------- | ------- | ------- | ------- | ------- | ------- | ------- | ------------ | ------------ | ------------ | ------------ | ------------ | ------------ | ------ | ------ | ------ | ------ | ------ | ------ |
| Stagione regolare | .600      | 5       | 2       | 0       | 3       | 115     | 122     | 5            | 4            | 0            | 1            | 188          | 127          | 10     | 6      | 0      | 4      | 303    | 249    |
| Playoff           | .000      | 1       | 0       | 0       | 1       | 21      | 28      | 0            | 0            | 0            | 0            | 0            | 0            | 1      | 0      | 0      | 1      | 21     | 28     |
| Totale            | .545      | 6       | 2       | 0       | 4       | 136     | 150     | 5            | 4            | 0            | 1            | 188          | 127          | 11     | 6      | 0      | 5      | 324    | 277    |

### Seconda squadra

#### AFL - Division III 2017

##### Stagione regolare
| Graz 9 aprile 2017, ore 15:00 1ª giornata | Graz Giants 2 | 18 – 26 (6-14 0-6 0-6 12-0) referto | Carinthian Eagles | Stadion Eggenberg |

| Stallhofen 22 aprile 2017, ore 15:00 2ª giornata | Styrian Hurricanes | 13 – 48 (6-7 0-20 7-7 0-14) referto | Graz Giants 2 | Freizeitzentrum |

| 7 maggio 2017, ore 15:00 CEST 4ª giornata | Graz Giants 2 | 47 – 13 (27-0 13-7 0-0 7-6) referto | Pinzgau Devils |  |

| 21 maggio 2017, ore 15:00 5ª giornata | Pinzgau Devils | 6 – 38 (0-2 0-13 6-14 0-9) referto | Graz Giants 2 |  |

| 4 giugno 2017, ore 14:15 CEST 6ª giornata | Carinthian Eagles | 21 – 48 (7-7 0-15 7-13 7-13) referto | Graz Giants 2 |  |

| 18 giugno 2017, ore 16:00 CEST 8ª giornata | Graz Giants 2 | 20 – 14 (6-0 6-14 0-0 8-0) referto | Styrian Hurricanes |  |

##### Playoff
| Graz 8 luglio 2017, ore 15:00 Semifinale | Graz Giants 2 | 25 – 10 (8-7 3-0 7-3 7-0) referto | Weinviertel Spartans | Stadion Eggenberg |

| Baumgarten 22 luglio 2017, ore 16:30 Challenge Bowl | Pannonia Eagles | 40 – 30 (0-2 7-0 6-21 27-7) referto | Graz Giants 2 | Franz Kovacsich Platz |

#### Statistiche di squadra
| Competizione      | %Vittorie | In casa | In casa | In casa | In casa | In casa | In casa | In trasferta | In trasferta | In trasferta | In trasferta | In trasferta | In trasferta | Totale | Totale | Totale | Totale | Totale | Totale |
| Competizione      | %Vittorie | G       | V       | N       | P       | Pf      | Ps      | G            | V            | N            | P            | Pf           | Ps           | G      | V      | N      | P      | Pf     | Ps     |
| ----------------- | --------- | ------- | ------- | ------- | ------- | ------- | ------- | ------------ | ------------ | ------------ | ------------ | ------------ | ------------ | ------ | ------ | ------ | ------ | ------ | ------ |
| Stagione regolare | .833      | 3       | 2       | 0       | 1       | 85      | 53      | 3            | 3            | 0            | 0            | 134          | 40           | 6      | 5      | 0      | 1      | 219    | 93     |
| Playoff           | .500      | 1       | 1       | 0       | 0       | 25      | 10      | 1            | 0            | 0            | 1            | 30           | 40           | 2      | 1      | 0      | 1      | 55     | 50     |
| Totale            | .750      | 4       | 3       | 0       | 1       | 110     | 63      | 4            | 3            | 0            | 1            | 164          | 80           | 8      | 6      | 0      | 2      | 274    | 143    |

## Femminile

### AFL - Division Ladies 2017

#### Stagione regolare
| Graz 16 settembre 2017 1ª giornata | Graz Giants Ladies | 7 – 16 (7-0 0-0 0-0 0-16) | Telfs Patriots Ladies | Stadion Eggenberg |

| Vienna 8 ottobre 2017 3ª giornata | Vienna Vikings Ladies | 59 – 0 (21-0 21-0 7-0 10-0) | Graz Giants Ladies | Footballzentrum Ravelinstraße |

| Graz 15 ottobre 2017 4ª giornata | Graz Giants Ladies | 12 – 32 (6-0 0-20 0-12 6-0) | Schwaz Hammers Ladies | Stadion Eggenberg |

| Graz 22 ottobre 2017, ore 15:30 CEST 5ª giornata | Graz Giants Ladies | 6 – 44 (0-24 0-14 6-6-0-0) referto | Danube Dragons Ladies | Stadion Eggenberg |

| Vienna 28 ottobre 2017, ore 15:00 CEST 6ª giornata | Danube Dragons Ladies | 35 – 0 (a tavolino) referto | Graz Giants Ladies | SV Aspern |

| Budapest 11 novembre 2017, ore 15:00 CEST 7ª giornata | Budapest Wolves Ladies | 40 – 0 (8-0 8-0 8-0 16-0) referto | Graz Giants Ladies | Angyalföldi Sportközpont |

#### Statistiche di squadra
| Competizione      | %Vittorie | In casa | In casa | In casa | In casa | In casa | In casa | In trasferta | In trasferta | In trasferta | In trasferta | In trasferta | In trasferta | Totale | Totale | Totale | Totale | Totale | Totale |
| Competizione      | %Vittorie | G       | V       | N       | P       | Pf      | Ps      | G            | V            | N            | P            | Pf           | Ps           | G      | V      | N      | P      | Pf     | Ps     |
| ----------------- | --------- | ------- | ------- | ------- | ------- | ------- | ------- | ------------ | ------------ | ------------ | ------------ | ------------ | ------------ | ------ | ------ | ------ | ------ | ------ | ------ |
| Stagione regolare | .000      | 3       | 0       | 0       | 3       | 25      | 92      | 3            | 0            | 0            | 3            | 0            | 134          | 6      | 0      | 0      | 6      | 25     | 226    |
| Totale            | .000      | 3       | 0       | 0       | 3       | 25      | 92      | 3            | 0            | 0            | 3            | 0            | 134          | 6      | 0      | 0      | 6      | 25     | 226    |